# Hallsville, Texas
Hallsville là một thành phố thuộc quận Harrison, tiểu bang Texas, Hoa Kỳ. Năm 2010, dân số của xã này là 3577 người.